# Етторе Пурічеллі
Етторе (Ектор) Пурічеллі (італ. Ettore (Héctor) Puricelli, нар. 15 вересня 1916, Монтевідео — пом. 14 травня 2001, Рим) — уругвайський та італійський футболіст, що грав на позиції нападника. По завершенні ігрової кар'єри — футбольний тренер.
Виступав, зокрема, за «Болонью», з якою двічі ставав чемпіоном Італії, причому в обох сезонах ставав найкращим бомбардиром чемпіонату. Також провів один матч у формі національної збірної Італії. Крім того виступав за «Мілан», а по завершенні ігрової кар'єри і очолював його, привівши до чемпіонства в Італії. Ще тренував низку італійських клубів та португальське «Порту», проте значних здобутків більше не здобув.

## Клубна кар'єра
Народився 15 вересня 1916 року в місті Монтевідео. Вихованець футбольної школи клубу «Ліверпуль» (Монтевідео).
У дорослому футболі дебютував 1933 року виступами за команду клубу «Сентраль Еспаньйол», в якій провів п'ять сезонів.
Своєю грою за цю команду привернув увагу представників тренерського штабу італійської «Болоньї», до складу якої приєднався 1938 року. У перший же сезон 1938/39 Пурічеллі став чемпіоном Італії та найкращим бомбардиром першості, забивши 19 м'ячів (стільки ж які і Альдо Боффо). У сезоні 1940/41 все повторилося: Пурічеллі з 22 м'ячами став найкращим снайпером серії А, а «Болонья» — чемпіоном Італії. За потужний удар головою Пурічеллі був прозваний «Золотою головою». Особливо цьому допомагав крайній Амедео Б'яваті, що давав зручні передачі. Всього Етторе відіграв за болонську команду шість сезонів своєї ігрової кар'єри. Більшість часу, проведеного у складі «Болоньї», був основним гравцем атакувальної ланки команди і одним з головних бомбардирів команди, маючи середню результативність на рівні 0,62 голу за гру першості.
Після Другої світової війни Пурічеллі грав в «Мілані», у складі якого провів наступні чотири роки своєї кар'єри гравця. Граючи у складі «Мілана» також здебільшого виходив на поле в основному складі команди і був серед найкращих голеодорів, відзначаючись забитим голом в середньому щонайменше у кожній третій грі чемпіонату.
Завершив професійну ігрову кар'єру у клубі Серії В «Леньяно», за команду якого виступав протягом 1949–1951 років. Причому у другому сезоні Пурічеллі допоміг своєму клубу зайняти друге місце і вийти в Серію А, проте виступати там з командою не став. У двох сезонах в Серії Б він загалом зіграв за «Леньяно» 38 матчів, в яких забив 25 м'ячів.

## Виступи за збірну
12 листопада 1939 року провів свій перший і єдиний матч у складі національної збірної Італії в товариській грі проти збірної Швейцарії, в якій відразу відзначився голом, допомігши своїй команді святкувати перемогу 3:1.

## Кар'єра тренера
Розпочав тренерську кар'єру, повернувшись до футболу після невеликої перерви, очоливши навесні 1955 року тренерський штаб клубу «Мілан» замість несподівано звільненого Бела Гуттманна. На той момент клуб йшов на першому місці в чемпіонаті і Пурічеллі зміг довести команду до чемпіонського титулу. У наступному сезоні команда не змогла повторити аналогічний результат і зайняла друге місце з відставанням від «Фіорентини» в цілих 12 балів. Щоправда без трофеїв «Мілан» того сезону не залишився — команда виграла Латинський кубок, здолавши в фіналі іспанський «Атлетік» (Більбао) (3:1). Незважаючи на це по завершенні сезону Пурічеллі був звільнений з посади.
Новий сезон 56/57 Етторе розпочав на посаді головного тренера новачка Серії А «Палермо», проте під його керівництвом команда стабільно йшла на останньому місці, через що ще до завершення сезону, після 21 туру, Пурічеллі покинув тренерське місце.
Після цього Пурічеллі взяв невелику перерву і в серпні 1959 року очолив чемпіона Португалії «Порту». У новій команді справи у італійського фахівця також не пішли. Команда в дев'яти матчах здобула лише дві перемоги, через що вже в листопаді того ж року Етторе був звільнений з посади.
Влітку 1960 року Пурічеллі став тренером клубу Серії С «Салернітана». Однак команда, незважаючи на перемогу в першому турі, поступово опустилася в середину таблиці, здобувши до 10 туру лише ще одну перемогу, тому після домашньої нічиєї 0:0 з аутсайдером «Кротоне» у грудні 1960 року, Пурічеллі був звільнений і з цієї команди.
Незважаючи на невдалі результати, 1961 року тренера запрошує один з аутсайдекрів Серії С «Варезе», з яким Пурічеллі в першому ж сезоні зайняв 5 місце, а у наступному (1962/63) зайняв 1 місце у своєму дивізіоні і вивів клуб у Серію В. У другому за рівнем дивізіоні команда продовжила показувати якісний футбол і несподівано того ж сезону зайняла 1 місце та вперше в своїй історії вийшла в елітний італійський дивізіон. У Серії А сезону 1964/65 команда зайняла порівняно високе 11 місце, після чого Пурічеллі вирішив залишити команду. Вже в наступному сезоні під керівництвом інших тренерів «Варезе» без шансів зайняло останнє місце та покинуло Серію А.
Сам же Пурічеллі той сезон почав у середняку Серії А «Аталанті», але справи в команді не заладились і за перші 5 матчів команда набрала лише 2 очки та перебувала в зоні вильоту, після чого вже в жовтні Пурічеллі змушений був залишити бергамський клуб і залишок сезону залишався без роботи, після чого влітку 1966 року очолив середняка Серії В «Алессандрію». Проте і тут результати команди італійського фахівця були незадовільними і в грудні того ж року він змушений був покинути своє чергове місце роботи.
У сезоні 1967/68 Пурічеллі керував «Кальярі», з яким зайняв 8 місце в Серії А, після чого покинув команду.
У лютому 1969 року очолив іншого представника Серії А «Віченцу», якій протягом трьох сезонів допомагав займати місце в середині таблиці і рятуватись від вильоту.
Влітку 1971 року очолив «Фоджу», зайнявши з нею 8 місце в Серії В, після чого повернувся в «Віченцу», якій ще три сезони допомагав зберігати прописку в еліті, поки у сезоні 1974/75 команда все ж не покинула Серію А. А самого Пурічеллі ще незадовго до завершення чемпіонату у квітні звільнили з посади.
У січні 1976 року Пурічеллі очолив «Бриндізі», яке потерпало в зоні вильоту Серії В, проте не зміг змінити ситуації і вже в лютому покинув команду.
У сезоні 1977–1978 Пурічеллі вдруге очолив «Фоджу» і вдруге невдало — команда зайняла передостаннє 15 місце і покинула Серію А, після чого і Етторе залишив команду.
З 27 листопада 1978 по 15 квітня 1979 року очолював «Дженоа» у Серії В, проте підвищитись у класі з командою так і не зміг.
Останнім місцем тренерської роботи був клуб «Фоджа», який Етторе Пурічеллі втретє очолив 1980 року після їх виходу до Серії В, залишив в жовтні 1981 року, але 1983 року повернувся, після того як команда вилетіла до Серії С1. Проте повернути команду не зумів, зайнявши 10 місце у своїй групі, після чого остаточно покинув клуб.
Помер 14 травня 2001 року на 85-му році життя у місті Рим.

## Статистика виступів

### Статистика клубних виступів
| Сезон               | Клуб                | Чемпіонат           | Чемпіонат | Чемпіонат | Національний кубок | Національний кубок | Національний кубок | Єврокубки | Єврокубки | Єврокубки | Усього | Усього |
| Сезон               | Клуб                | Ліга                | Ігор      | Голів     | Ліга               | Ігор               | Голів              | Ліга      | Ігор      | Голів     | Ігор   | Голів  |
| ------------------- | ------------------- | ------------------- | --------- | --------- | ------------------ | ------------------ | ------------------ | --------- | --------- | --------- | ------ | ------ |
| 1938-39             | «Болонья»           | A                   | 28        | 19        | КІ                 | 1                  | -                  | КЦЄ       | 3         | 4         | 32     | 23     |
| 1939-40             | «Болонья»           | A                   | 30        | 15        | КІ                 | -                  | -                  | -         | -         | -         | 30     | 15     |
| 1940-41             | «Болонья»           | A                   | 27        | 22        | КІ                 | 3                  | 6                  | -         | -         | -         | 30     | 28     |
| 1941-42             | «Болонья»           | A                   | 28        | 14        | КІ                 | 3                  | 2                  | -         | -         | -         | 31     | 16     |
| 1942-43             | «Болонья»           | A                   | 20        | 10        | КІ                 | 2                  | 1                  | -         | -         | -         | 22     | 11     |
| 1944                | «Болонья»           | ЧІ                  | 6         | 8         | -                  | -                  | -                  | -         | -         | -         | 6      | 8      |
| Усього за «Болонью» | Усього за «Болонью» | Усього за «Болонью» | 139       | 88        |                    | 9                  | 9                  |           | 3         | 4         | 151    | 101    |
| 1945-46             | «Мілан»             | ЧІ                  | 37        | 15        | -                  | -                  | -                  | -         | -         | -         | 37     | 15     |
| 1946-47             | «Мілан»             | A                   | 34        | 21        | -                  | -                  | -                  | -         | -         | -         | 34     | 21     |
| 1947-48             | «Мілан»             | A                   | 34        | 17        | -                  | -                  | -                  | -         | -         | -         | 34     | 17     |
| 1948-49             | «Мілан»             | A                   | 11        | 2         | -                  | -                  | -                  | -         | -         | -         | 11     | 2      |
| Усього за «Мілан»   | Усього за «Мілан»   | Усього за «Мілан»   | 116       | 55        |                    | -                  | -                  |           | -         | -         | 116    | 55     |
| 1949-50             | «Леньяно»           | B                   | 33        | 21        | -                  | -                  | -                  | -         | -         | -         | 33     | 21     |
| 1950-51             | «Леньяно»           | B                   | 5         | 4         | -                  | -                  | -                  | -         | -         | -         | 5      | 4      |
| Усього за «Леньяно» | Усього за «Леньяно» | Усього за «Леньяно» | 38        | 25        |                    | -                  | -                  |           | -         | -         | 38     | 25     |
| Усього              | Усього              | Усього              | 293       | 168       |                    | 9                  | 9                  |           | 3         | 4         | 305    | 181    |

### Статистика виступів за збірну
| Дата       | Місто | Господарі | Результат | Гості  | Турнір           | Голи | Примітки |
| ---------- | ----- | --------- | --------- | ------ | ---------------- | ---- | -------- |
| 12/11/1939 | Цюрих | Швейцарія | 3 – 1     | Італія | товариський матч | 1    |          |
| Усього     |       | Матчів    | 1         |        | Голів            | 1    |          |

### Статистика виступів у кубку Мітропи
| №                      | Розіграш               | Стадія                 | Дата та місце проведення | Команда 1              | Рахунок | Команда 2        | Голи та інші дії |
| ---------------------- | ---------------------- | ---------------------- | ------------------------ | ---------------------- | ------- | ---------------- | ---------------- |
| 1                      | 1939                   | 1/4                    | 18.06.1939, Бухарест     | Венус (Бухарест)       | 1:0     | Болонья          | 60'              |
| 2                      | 1939                   | 1/4                    | 25.06.1939, Болонья      | Болонья                | 5:0     | Венус (Бухарест) |                  |
| 3                      | 1939                   | 1/2                    | 9.07.1939, Болонья       | Болонья                | 3:1     | Ференцварош      | 65' 71' 72'      |
| 4                      | 1939                   | 1/2                    | 16.07.1939, Будапешт     | Ференцварош            | 4:1     | Болонья          | 42' 77'          |
| Всього в кубку Мітропи | Всього в кубку Мітропи | Всього в кубку Мітропи | Всього в кубку Мітропи   | Всього в кубку Мітропи | 4       | Голи             | 4                |

## Титули і досягнення

### Як гравця
- Чемпіон Італії (2):

«Болонья»: 1938-39, 1940-41

### Як тренера
- Чемпіон Італії (1):

«Мілан»: 1954-55
- Володар Латинського кубка (1):

«Мілан»: 1956

### Особисті
- Найкращий бомбардир Серії A (2):

1938-39 (19 голів), 1940-41 (22 голи)